# Kaupinsaaret (ö i Södra Savolax, Nyslott)
Kaupinsaaret är en ö i Finland. Den ligger i sjön Pihlajavesi och i kommunen Nyslott i  landskapet Södra Savolax, i den sydöstra delen av landet, 290 km nordost om huvudstaden Helsingfors. Öns största längd är 180 meter i sydöst-nordvästlig riktning. Notera att namnet antyder att det är fråga om flera öar.